# Витория-да-Конкиста (микрорегион)

Витория-да-Конкиста на карте.

Витория-да-Конкиста (порт. Microrregião de Vitória da Conquista) — микрорегион в Бразилии, входит в штат Баия. Составная часть мезорегиона Юго-центральная часть штата Баия. Население составляет 626 807 человек (на 2010 год). Площадь — 18 822,820 км². Плотность населения — 33,30 чел./км².

## Демография
Согласно сведениям, собранным в ходе переписи 2010 г. Национальным институтом географии и статистики (IBGE), население микрорегиона составляет:
| Полное население                             | Полное население                             | Полное население                             | Полное население                             | 626 807 |
| -------------------------------------------- | -------------------------------------------- | -------------------------------------------- | -------------------------------------------- | ------- |
| в том числе:                                 | Городское население                          | 444 828                                      | Процент городского населения, %              | 70,97   |
|                                              | Сельское население                           | 181 979                                      | Процент сельского населения, %               | 29,03   |
|                                              | Мужское население                            | 309 605                                      | Процент мужского населения, %                | 49,39   |
|                                              | Женское население                            | 317 202                                      | Процент женского населения, %                | 50,61   |
| Плотность населения, чел/км²                 | Плотность населения, чел/км²                 | Плотность населения, чел/км²                 | Плотность населения, чел/км²                 | 33,30   |
| Население микрорегиона в % к населению штата | Население микрорегиона в % к населению штата | Население микрорегиона в % к населению штата | Население микрорегиона в % к населению штата | 4,47    |

## Статистика
- Валовой внутренний продукт на 2003 год составляет 1 560 530 462,00 реалов (данные: Бразильский институт географии и статистики).
- Валовой внутренний продукт на душу населения на 2003 год составляет 2440,32 реалов (данные: Бразильский институт географии и статистики).
- Индекс развития человеческого потенциала на 2000 год составляет 0,647 (данные: Программа развития ООН).

## Состав микрорегиона
В составе микрорегиона включены следующие муниципалитеты:
1. Анаже
2. Барра-ду-Шоса
3. Белу-Кампу
4. Боа-Нова
5. Бон-Жезус-да-Серра
6. Каатиба
7. Каэтанус
8. Кандиду-Салис
9. Дариу-Мейра
10. Ибикуи
11. Игуаи
12. Макарани
13. Мануэл-Виторину
14. Миранти
15. Нова-Канаан
16. Планалту
17. Посойнс
18. Витория-да-Конкиста